# Ettore Uicich
Ettore Uicich (Pisino, 16 luglio 1870 – Monte Calvario, 19 luglio 1915) è stato un militare italiano e irredentista istriano.

## Biografia
Ettore Vittorio Uicich nacque a Pisino, in Istria (allora sotto il dominio austriaco), il 16 luglio 1870. Commerciante di professione, fu un ardente irredentista già in gioventù. Nel 1908 fondò il club ciclistico italiano Intrepido nella sua città natale. Allo scoppio della prima guerra mondiale nel luglio 1914 fu arruolato nell'esercito austro-ungarico. Uicich però all'epoca era già in viaggio verso l'Italia.
Uicich fu un interventista e, all'entrata dell'Italia in guerra a fianco dell'Intesa, si arruolò volontario nell'esercito italiano a Udine nonostante avesse già compiuto 45 anni. Entrò a far parte del reggimento di fanteria Brigata "Re", ricoprendo il grado di tenente bersagliere.
Cadde nella Battaglia del Podgora. Venne decorato postumamente con la medaglia d'argento al valor militare.
Prima dell'annessione dell'Istria da parte della Jugoslavia, vi era una via a Pisino dedicata a Uicich.